# Kuştulklooster
Het Kuştulklooster (Turks: Kuştul Manastırı, Grieks: Ιερά Μονή του Αγίου Γεωργίου Περιστερεώτα / Hagia Yorgi Peristereotas) is een van de Grieks-orthodoxe kloosters ten zuiden van de stad Trabzon, in het Maçka district. Het klooster ligt op een top in het Ziganagebergte, deel van het Pontisch Gebergte, nabij het dorpje Şimşirli, ten noordoosten van het Altındere staatspark. Het werd gesticht in 752 na Christus, en sloot zijn deuren in 1923 na de Turks-Griekse bevolkingsuitwisseling. 
De kloosters in deze regio hadden een bijzondere positie. De dorpjes in de valleien onder de kloosters pachtten hun grond van de kloosters, enigszins vergelijkbaar met vroegere Tibetaanse gemeenschappen. Zo stond ook het Kuştulklooster aan het hoofd van een semi-pastorale gemeenschap in de Zagnos-vallei. Deze positie behield het klooster tot 1203, toen de stichters van het Keizerrijk Trebizonde het klooster lieten sluiten, om de macht te centraliseren in de hoofdstad van hun nieuw gecreëerde staat. Pas in 1398 stond keizer Manuel III van Trebizonde de heropening van het klooster toe. De nieuwe monniken die het klooster betrokken, openden er een grote bibliotheek waar zij duizenden werken verzamelden die betrekking hadden op de geschiedenis van Trabzon en zijn omgeving. Nog geen eeuw later werd het klooster echter getroffen door een catastrofale brand (1483), en werden belangrijke relikwieën geroofd. Het klooster werd daarna gerestaureerd, en kwam in 1503 onder direct gezag van de Patriarch, maar verkreeg nooit meer haar belangrijke positie. In 1906 brak opnieuw brand uit in het klooster, en werd het opnieuw gerestaureerd. Die laatste restauratie bleek tevergeefs, toen de volledig Grieks-orthodoxe gemeenschap in januari 1923 werden gedeporteerd naar Griekenland, in ruil voor Griekse moslims.
Van het klooster rest tegenwoordig niet veel meer dan enkele muren en een deel van de kloosterkerk (het dak is ingestort).